# Мамука Бахтадзе
Мамука Бахтадзе (груз. მამუკა ბახტაძე; 9 червня 1982, Тбілісі, Грузинська РСР, СРСР) — грузинський політичний та державний діяч, прем'єр-міністр Грузії з 20 червня 2018 року — 5 вересня 2019. 13 листопада 2017 — 13 червня 2018 — міністр фінансів.

## Біографія
Мамука Бахтадзе народився 9 червня 1982 року в Тбілісі. Закінчив факультет мікроекономіки та менеджменту Тбіліського державного університету та магістратуру МДУ імені Ломоносова. Доктор технічних наук.
Протягом чотирьох років очолював ЗАТ «Грузинська залізниця». З 13 листопада 2017 року обіймав посаду міністра фінансів Грузії. 13 червня 2018 прем'єр-міністр Георгій Квірікашвілі подав у відставку. 14 червня на посаду прем'єра правляча партія «Грузинська мрія» представила кандидатуру Бахтадзе. 20 червня депутати парламенту Грузії на позачерговому засіданні в Кутаїсі затвердили Бахтадзе і представлений ним склад уряду. Більшість членів затвердженого уряду складають члени колишнього кабінету міністрів.
2 вересня 2019 року Бахтадзе подав у відставку з посади прем'єр-міністра. У листі, який він опублікував у Facebook, він заявив, що «я вирішив піти у відставку, тому що вважаю, що на даний момент виконав свою місію».